# Payback 2
Payback 2 - многопользовательская онлайн-игра для мобильных устройств 2012 года, разработанная и изданная компанией Apex Designs Entertainment Ltd. Является продолжением игры 2001 года Payback. Игра была выпущена 4 октября 2012 года для iOS, стала бесплатной в 2013 году и была выпущена для Android 10 октября 2014 года под названием Payback 2 - The Battle Sandbox. Главным отличием игры от предыдущей стало добавление режима от первого и третьего лица и значительное улучшение графики.

## Геймплей

### Сюжетная линия
В Payback 2 есть однопользовательский сюжетный режим, состоящий из 6 глав, каждая открывается после прохождения предыдущей. Обычная цель каждой главы состоит в том, чтобы игрок выполнял миссии, чтобы получить достаточно денег для завершения главы, открывая следующую. Игрок получает задание после того, как ответит на звонок телефона-автомата, где через сообщника передаются инструкции от "босса" - криминального авторитета. Миссии включают различные преступные действия, такие как убийство, ограбление, угон транспорта или гонки. Игрок также может получать деньги за такие действия, как уничтожение транспортных средств, убийство пешеходов и доставку определенных вещей. Подобная механика присутствует в Grand Theft Auto. После совершения преступлений игрок должен избежать ареста или убийства полицией, спецназом или военными.
Исключением является пятый уровень "Caught By The Fuzz", где игроку предстоит выбраться из тюрьмы, пройдя мимо охраны и подбирая необходимые ключи, а затем навести беспорядок и улететь на вертолете.

### Кампания
Режим "кампании" в Payback 2 состоит из 11 глав, они включают в себя в основном одиночные и командные соревнования, где участвует игрок и еще 15 персонажей, названных в честь известных преступников и управляемых ИИ. Каждая из глав состоит по 8 эпизодов. За прохождение каждого эпизода игрок получает звезды: 3 звезды за 1-е место, 2 звезды за 2-е и 1 звезду за 3-е. За достижение 4-го места и ниже звезд не выдается. После получение определенного количества звезд открывается следующая глава. Эпизоды в кампании могут быть следующих разновидностей:
- Brawl (рус. Драка) - игрок пытается убить своих врагов
- Gang Warfare (рус. Бандитские разборки) - две команды и сражаются друг с другом, побеждают те, у кого больше всего убийств;
- Capture The Swag (рус. Перехватить добычу) - игрок должен перехватить чемодан соперников и доставить его на базу своей команды, при этом не дав противникам забрать чемодан своей команды;
- Race (рус. Гонка) - уличная гонка с ИИ-персонажами на автомобилях
- Sprint (рус. Спринт) - похож на Race, но длина гонки уменьшена;
- Knockout (рус. Выбывание) - похож на Race, но после определенных отрезков времени персонаж, находящийся на последнем месте, выбывает;
- Conquest (рус. Захват) - две команды пытаются захватить находящиеся в городе зоны, команда, захватившая все зоны, побеждает;
- Kingpin (рус. Главарь) - игрок должен находиться на определенной зоне как можно дольше времени, за что начисляются очки. Набравший наибольшее количество очков побеждает.
- Rampage (рус. Буйство) - единственный режим кампаний, где игрок один; очень напоминает сюжетную линию, однако игроку дается меньше времени на выполнение миссий.

После прохождения всех эпизодов игрок открывает "эпилог" - финальную битву, где противостоит всем своим противникам, используя все виды оружия.

### Мультиплеер
Многопользовательский режим в Payback 2 позволяет игрокам создавать и настраивать многопользовательские версии упомянутых выше турниров, которые проводятся на одном из четырех собственных игровых серверов по выбору: США, Европа, Азия и Япония. После завершения первого раунда игроки могут выбрать между двумя случайно сгенерированными конфигурациями для следующей игры. Частные многопользовательские матчи создаются таким же образом, и создатель может поделиться "кодом длиной в четыре символа, который необходим для участия для того, с кем он хочет играть. По завершении публичного или частного матча игроки получают определенное количество очков опыта (ХР) в зависимости от результата. Также в мультиплеере имеются ранги, для их повышения необходимо получение очков ХР.

### Дополнительно
Кроме этого, в игре имеется режим испытаний и свободный режим. В режиме испытаний в определенное обновляются определенные испытания, где нужно на скорость проходить случайно сгенерированные уровни кампании. В свободном режиме игрок может самостоятельно кастомизировать все параметры игры: город (в игре их 12), режим игры (упомянуты в главе "Кампания") и даже количество оружия.
Игрок может также кастомизировать внешность своего игрового персонажа, включая смену пола, черт лица, телосложение и одежду в специальном режиме.

## Разработка
Игра Payback, предшественница игры, фокусировалась на однопользовательском игровом процессе, однако при разработке Payback 2 Джеймс Дэниелс,  Apex Designs решил уделить больше внимания многопользовательскому игровому процессу.  В мае 2015 года Apex Designs выпустила обновление, которое значительно улучшило визуальную составляющую игры. Оригинальные текстуры, которые использовались с момента оригинальной Payback, были улучшены, а также была значительно улучшена механика освещения.  В декабре 2016 года Payback 2 получила еще одно крупное обновление, добавившее правильную и более реалистичную систему физики твердого тела, улучшенную гравитацию, модели транспортных средств, модели персонажей, физику вождения и многое другое. В 2018 вышло еще одно крупное обновление, в котором была улучшена физика оружия, были добавлены новые модели персонажей, а также улучшена кастомизация главного героя. Последнее крупное обновление было выпущено в 2023. Были добавлены 2 дополнительных города и 2 финальные главы в кампании. 